# 稀有气体化合物

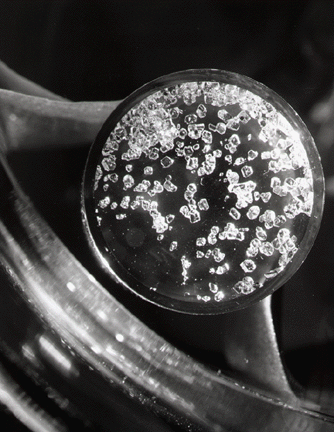
四氟化氙晶体的图片。它是第一个制得的简单稀有气体化合物。

稀有气体化合物指含有稀有气体元素的化合物。稀有气体元素原子外层为闭壳结构，化学性质不活泼，因此它们化合物的制备颇费了一些周折。
广义上看，稀有气体化合物可以包括稀有气体元素形成的众多包合物和水合物，现在一般认为1962年得的六氟合铂酸氙是最早制得的稀有气体化合物，因为它的成功合成不仅意味着稀有气体元素有可能形成化合物，而且推动了对稀有气体化合物的系统研究。氙的众多简单化合物也是在此不久之后发现的。

## 历史
稀有气体是第18族的元素，共包括氦、氖、氩、氪、氙和氡六个，至於第七週期的是否屬於惰性氣體則尚未知曉。所有的稀有气体元素外层s和p轨道都填充满了电子，氦两个外层电子，其它的都为8个。它们的电离能很高，电子亲合能几乎为零，生成化合物的倾向很小。因此直到20世纪，化学家都认为稀有气体化合物不存在，并将这些元素称为“惰性气体”。
然而，莱纳斯·鲍林在1933年时预测，原子序数较大的稀有气体元素有可能与氟和氧生成化合物。他预言了六氟化氪(KrF6)和六氟化氙（XeF6）的存在，提出八氟化氙可能是个不稳定的化合物，以及氙酸会以高氙酸盐的形式成盐。
现在看来，这些预测相当准确，只是八氟化氙这个化合物不仅在热力学不稳定，而且在动力学上也不稳定。2006年时仍未制得。
相比而言，原子序数较大的稀有气体元素具有更多的电子层，因此内层电子对最外层电子的屏蔽效应致使其电离能减小，可能小到能与电负性强的元素（氟和氧）形成稳定化合物的地步。

## 1962年之前
在1962年以前，唯一可以分离出来的稀有气体化合物都是包合物，包括水合包合物。其它则是只有在光谱中才可观测到的配位化合物。

### 包合物
稀有气体包合物在近几十年曾被广泛研究过，它们由于有可能用于储存稀有气体而引起了人们的兴趣。在这些包合物中，稀有气体原子基本上都是被包容在笼状的主体分子中，即主体分子构成笼状晶格，将稀有气体包藏在笼中。能否形成包合物主要决定于主体分子和客体分子间的几何因素是否合适。例如，氩、氪和氙可以与β-氢醌形成包合物，氦和氖却因为体积太小而无法包合在内。
稀有气体包合物中，研究较多的主体分子是水、氢醌、苯酚和氟代苯酚。
包合物可以用来从稀有气体中分离出He和Ne，及运输Ar、Kr和Xe。此类化合物亦可用作放射源，85Kr的包合物是β粒子的安全来源，133Xe的包合物则是γ射线的来源。

### 配位化合物
曾经一度认为诸如Ar·BF3之类的配位化合物可在低温下存在，但始终未经实验验证。并且，有报道称化合物WHe2和HgHe2可由电子轰击制得。然而最近的研究表明，它们并不是真正的化合物，He很有可能只是被金属表面吸附。

### 水合物
水合物可由将稀有气体压入水中制得。有理论认为，强极性的水分子使稀有气体原子产生诱导偶极，产生偶极-偶极作用力。因此原子序数较大的稀有气体所形成的水合物，如Xe·6H2O，比原子序数小的稀有气体元素形成的要更加稳定。但近年来对于这些化合物是否存在产生了疑问。

## 真正的稀有气体化合物

### 氦化合物
曾经有人预测过CsFHeO、NMe4FHeO等化合物可能存在，但并没有实验可以证实。也有人预测了通过衰变来制备氦和氟的化合物，但至今未能成功。
早期時，就只有氦合氢离子（HeH+）在1925年有文獻提及過，但有關離子是用撞擊法，而非化學方法製成。先前已知的关于氦的物种，只有氦的包合物或者一些离子碎片。在2017年2月，Xiao Dong团队发现了在高压（113 GPa）可以稳定存在的第一个氦的化合物——氦化鈉（Na2He），并将其发表在Nature Chemistry上。Na2He的体系为电子盐体系，反应过程中He得到了0.15个电子。此外，该团队在发表Na2He的同时，还预测了Na2HeO在15 GPa可能存在。

### 氖化合物
氖化合物理论上存在的可能性依然不确定。

### 氩化合物
目前唯一知道的氩化合物是氟氩化氢，於2000年制得。虽然2003年时有媒體报道ArF2的存在，但尚未证实。

### 氪化合物
氪与氟反应得到二氟化氪。过去有报道称“四氟化氪”（实际上是二氟化氪）与水在-30℃时反应得到2-3%的“氪酸”KrO3·xH2O，该溶液有氧化性，能将碘离子氧化为碘单质，与氢氧化钡溶液反应得到产率7%的白色晶体“氪酸钡”。这些报道可信度不高，后来也未能重现。在含放射性同位素二氧化硒衰变产物中用光谱检测到Kr-O键的存在，理论上也已证实存在Kr-O键的可能性，但目前还没有方法合成氧化氪。

### 氙化合物

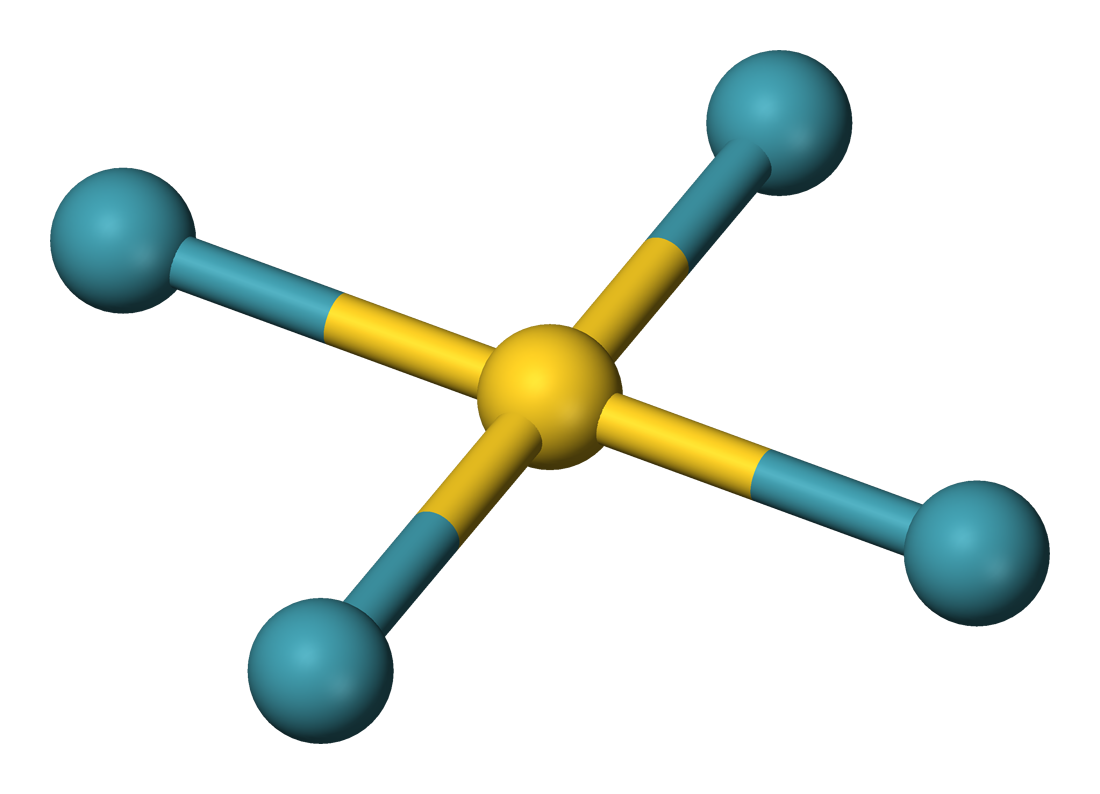
AuXe_{4}^{2+}的球棍模型

1962年，巴特利特在研究无机氟化物时，发现强氧化性的六氟化铂可将O2氧化为O2+。由于O2到O2+的电离能（1165 kJ mol–1）与Xe到Xe+的电离能相差不大（1170 kJ mol–1），因此他尝试用PtF6氧化Xe。结果反应得到了橙黄色的固体。巴特利特认为它是六氟合铂酸氙（Xe+[PtF6]–）。这是第一个制得的稀有气体化合物。后期的实验证明该化合物化学式并非如此简单，包括XeFPtF6和XeFPt2F11。
在成功合成六氟合铂酸氙，化学家又尝试用类似的六氟化钌来氧化氙。结果发现除了生成Xe(RuF6)x外，还存在有氙和氟气直接生成二元氙氟化物的副反应。因此克拉森（Howard Claassen）通过让氙和氟在高温下反应，成功合成了四氟化氙。
目前合成的稀有气体化合物绝大多数都是氙的化合物，其中比较重要的包括：
- 氙氟化物——XeF2、XeF4、XeF6
- 氙的氟氧化物——XeOF2、XeOF4、XeO2F2、XeO3F2、XeO2F4
- 氙氧化物——XeO3、XeO4

二氟化氙可由Xe和F2混合气暴露在阳光下製得。但有趣的是，1960年代之前的半个世纪中，却没有人发现仅仅混合这两种气体就有可能发生反应。
最近制得了一大种类形式为XeOxM2的稀有气体化合物，其中x = 1、2、3，M是任何电负性强的基团，比如CF3、N(SO2F)2或OTeF5。这类化合物范围相当广，可以有上千个之多，并且涉及氙和氧、氮、碳甚至金之间的化学键。一同报道的还有高氙酸、一些稀有气体卤化物和配离子。化合物Xe2Sb2F11中含有目前已知最长的化学键，其中的Xe–Xe键长308.71 pm。
激发二聚体Xe2及稀有气体卤化物，如XeCl2都被用在准分子激光器中。

### 氡化合物
由於氡的半衰期很短、放射性很強，針對氡的化學研究較為困難，已知化合物也很少。氡可与氟反应生成二氟化氡，在固态时会发出黄色光。

### 化合物
目前已知的同位素的壽命都極短，因此目前未能通過實驗來研究其化學性質，也尚無已知的化合物。理論預測將比氡更具反應性，其化學性質可能更像普通元素而不是惰性氣體。

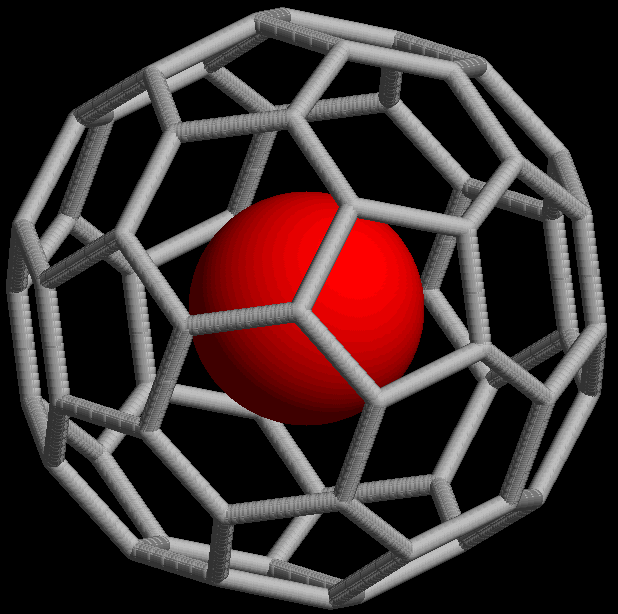
稀有气体原子可以被包覆在富勒烯分子中形成内嵌富勒烯。广义上看，它们也属于稀有气体化合物的范畴。

## 富勒烯化合物
稀有气体原子可以被包覆在富勒烯分子中，形成多种多样的内嵌富勒烯型化合物。它们首先在1993年合成。用C60与He或Ne在3bar压力下反应，得到的大约650000个富勒烯分子中，只有一个可以与稀有气体原子形成包合物He@C60或Ne@C60；压力增大至3000bar时，产率增至0.1%。

## 应用
稀有气体化合物主要被用作氧化剂。这一类型的试剂包括：氙酸、高氙酸盐、三氧化氙。它们被称为所谓“绿色氧化剂”，所参与的反应中，最终还原产物是气态的稀有气体，不会干扰反应，而且比较容易分离。受氧化性影响，氙氟化物容易放出氟，是有机化学中比较新颖高效的氟化试剂，以二氟化氙的用途最广。氙元素稳定的盐中氟和氙的质量分数非常高，比如七氟合氙(VI)酸四氟铵（NF4XeF7）以及类似的(NF4)2XeF8已经被用作火箭推进剂中的高能氧化剂。
氙的化合物也被用于在SO
2ClF溶剂中合成室温下稳定的碳正离子。
氪和氙的放射性核素不易储存，因此常将它们以相应化合物的形式来存放及使用。